# アメリカ合衆国連邦最高裁判所判事の一覧
合衆国最高裁判所は、アメリカ合衆国で最も権威のある司法機関である。1869年裁判所法の制定により、長官（首席判事）と8人の陪席判事で構成され、定足数は6人となっている。憲法第2条第2節第2項ではアメリカ合衆国大統領には最高裁長官を指名し、連邦上院の助言と同意を得て任命する強権が与えられている。最高裁判事は終身在職権を持ち、給与は2014年時点で長官が年間25万5500ドル、陪席判事が年間24万4400ドルと定められている。

## 背景
合衆国最高裁判所は「合衆国の司法権は、1つの最高裁判所に属する」と規定するアメリカ合衆国憲法第3条に基づいて創設され、アメリカ合衆国第1議会によって組織された。1789年裁判所法を通じて議会は裁判所の原審と控訴審の管轄権を規定し、13の司法区域を設け、判事の数を6人（1人の主席判事と5人の陪席判事）に定めた。
1789年以降、議会は時折、最高裁判所の規模を変更してきたがそれは歴史的に国の規模の拡大に対応してのことであった。1801年法では次に空席が発生した際に裁判所を定員5人まで縮小するとされていた。しかしながら1802年法の成立によって空席が生じる前に1801年法が廃止されると定員は6人のまま維持された。その後、1807年に7人、1837年に9人、1863年に10人に増員された。1866年法では次に3人の空席が出た際に定員を10人から7人に減らすことが定められ、その後2人分の空席が生じた。しかしながら3つ目の空席が生じる前に1869年裁判所法が成立したことで判事の定員は9人まで回復し、以後今日まで維持されている。
歴代の最高裁判事の平均在任期間は15年未満であったが、1970年以降に限ると約26年にまで延びている。

## 現職判事

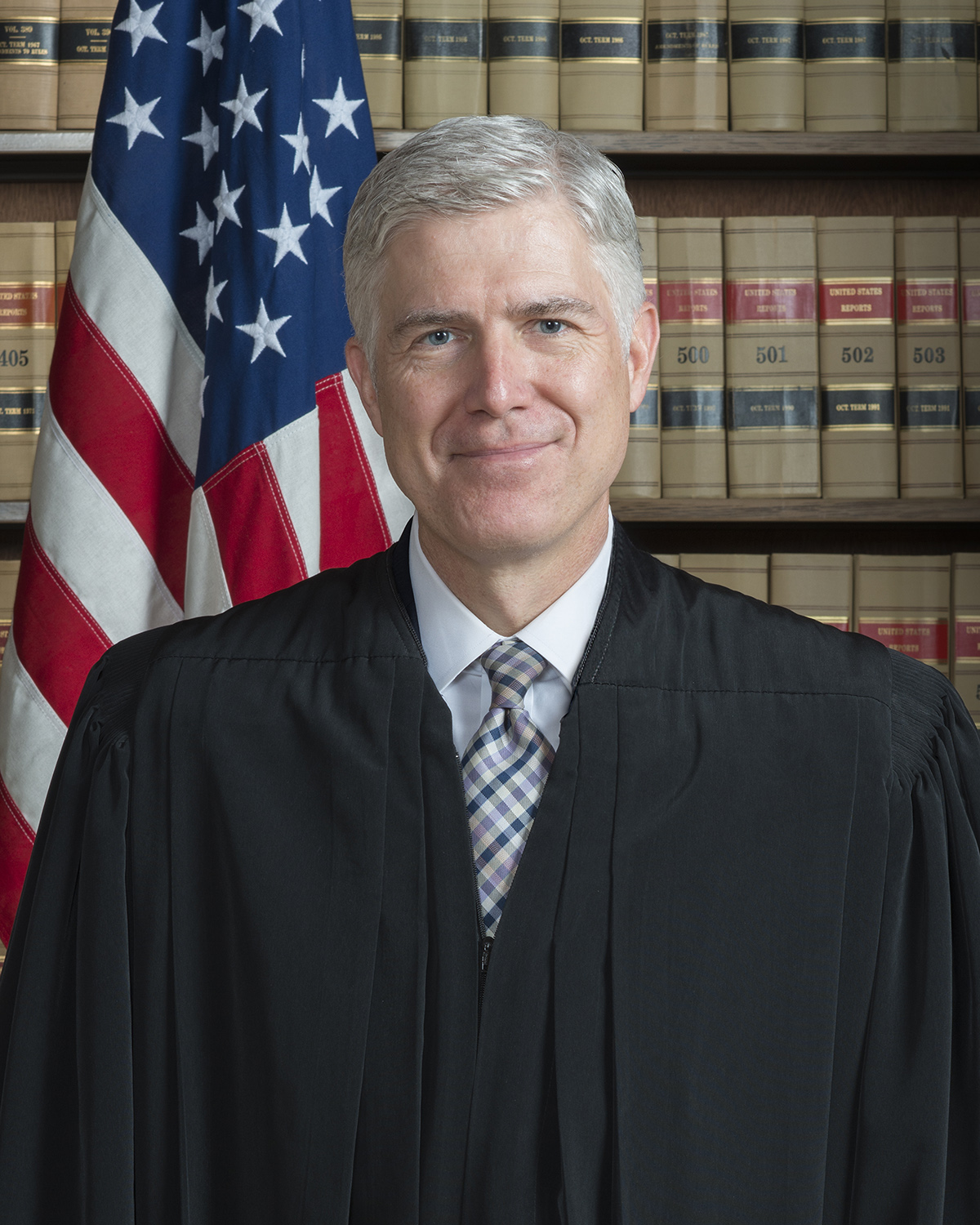
ニール・ゴーサッチ 陪席判事 2017年4月10日就任 歳
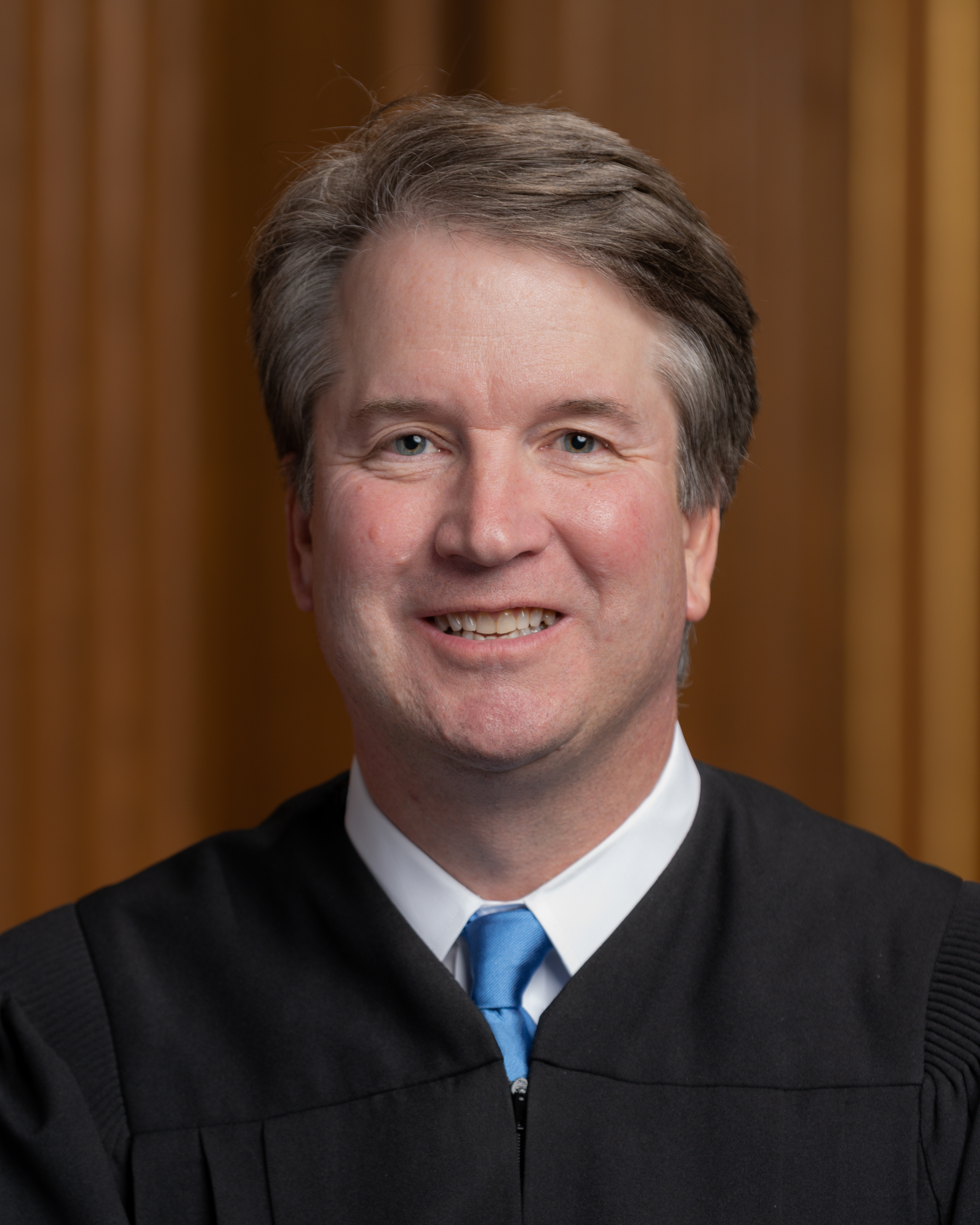
ブレット・カバノー 陪席判事 2018年10月6日就任 歳
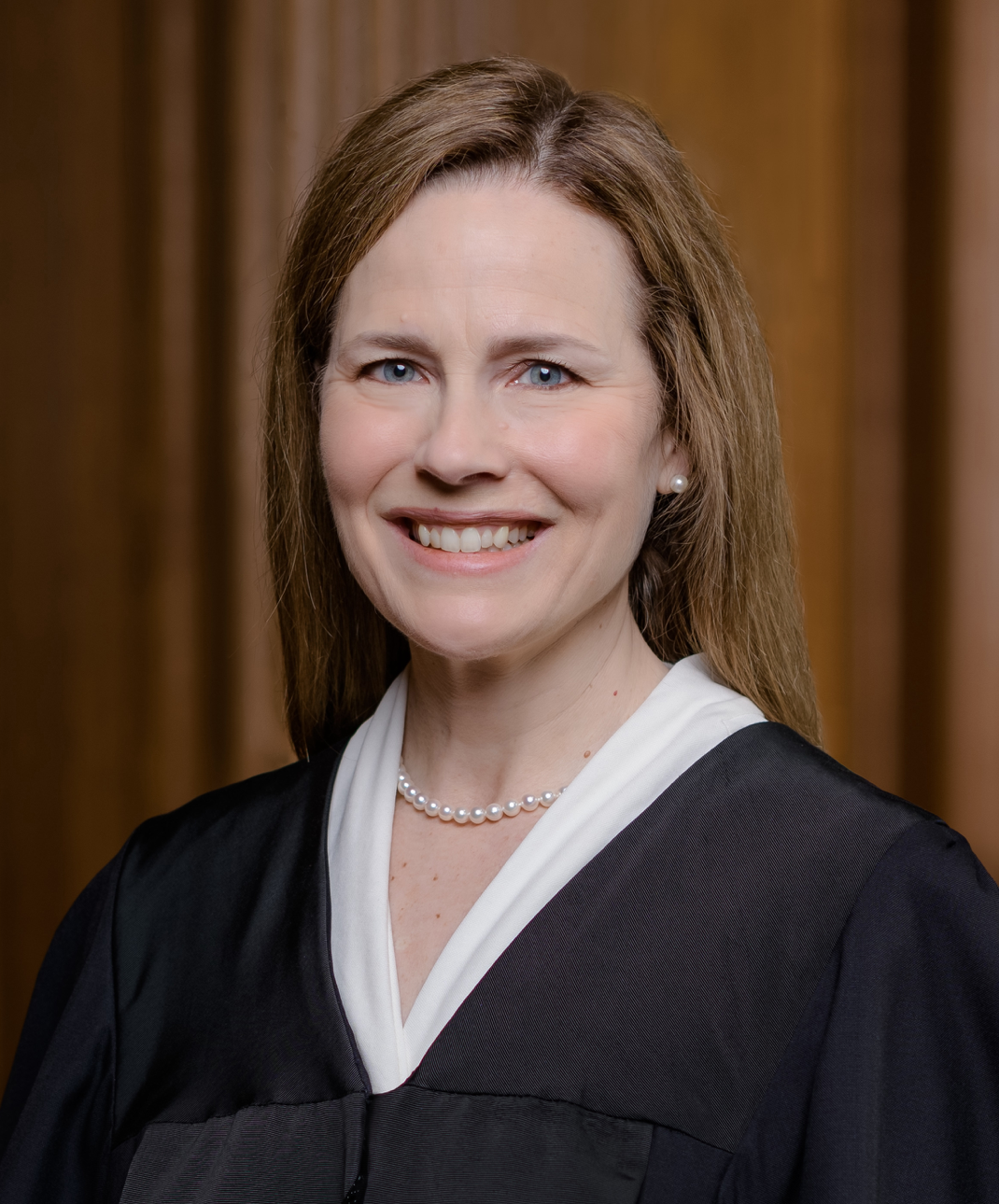
エイミー・コニー・バレット 陪席判事 2020年10月27日就任 歳
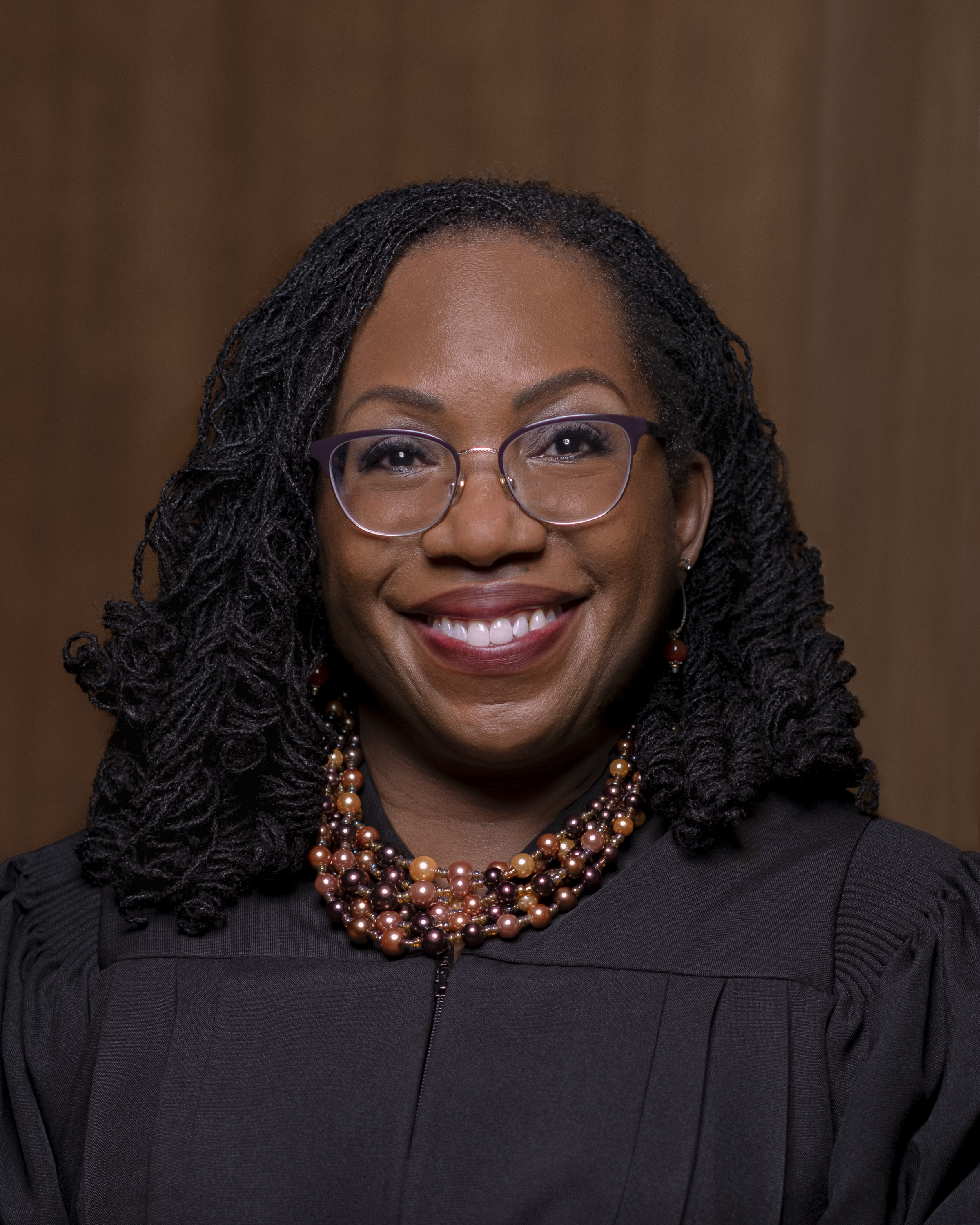
ケタンジ・ブラウン・ジャクソン 陪席判事 2022年6月30日就任 歳

以下は先任順の現職の最高裁判事である（首席判事のみは就任時期と関係なく1番目とする）。

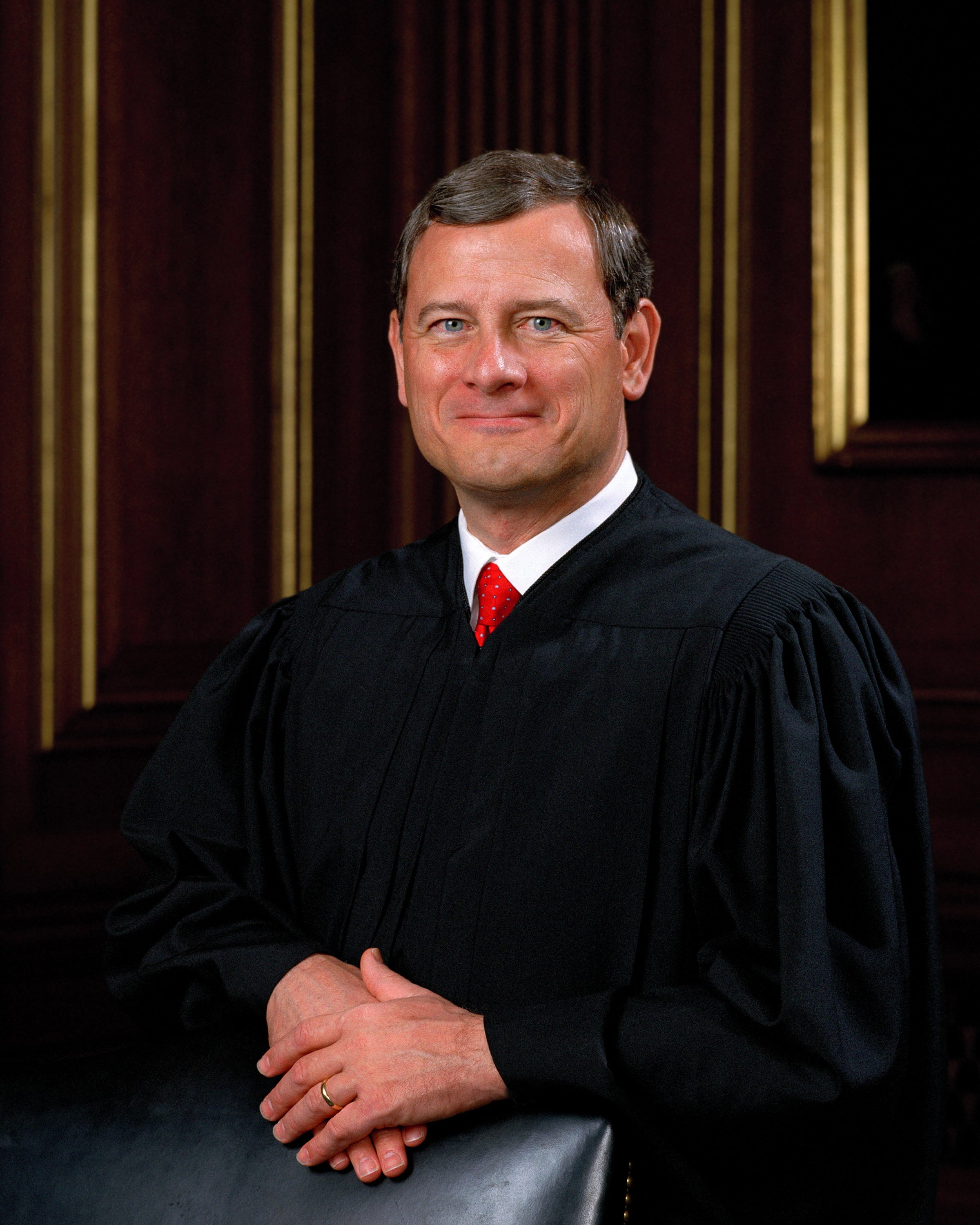
ジョン・ロバーツ 首席判事 2005年9月29日就任 70歳

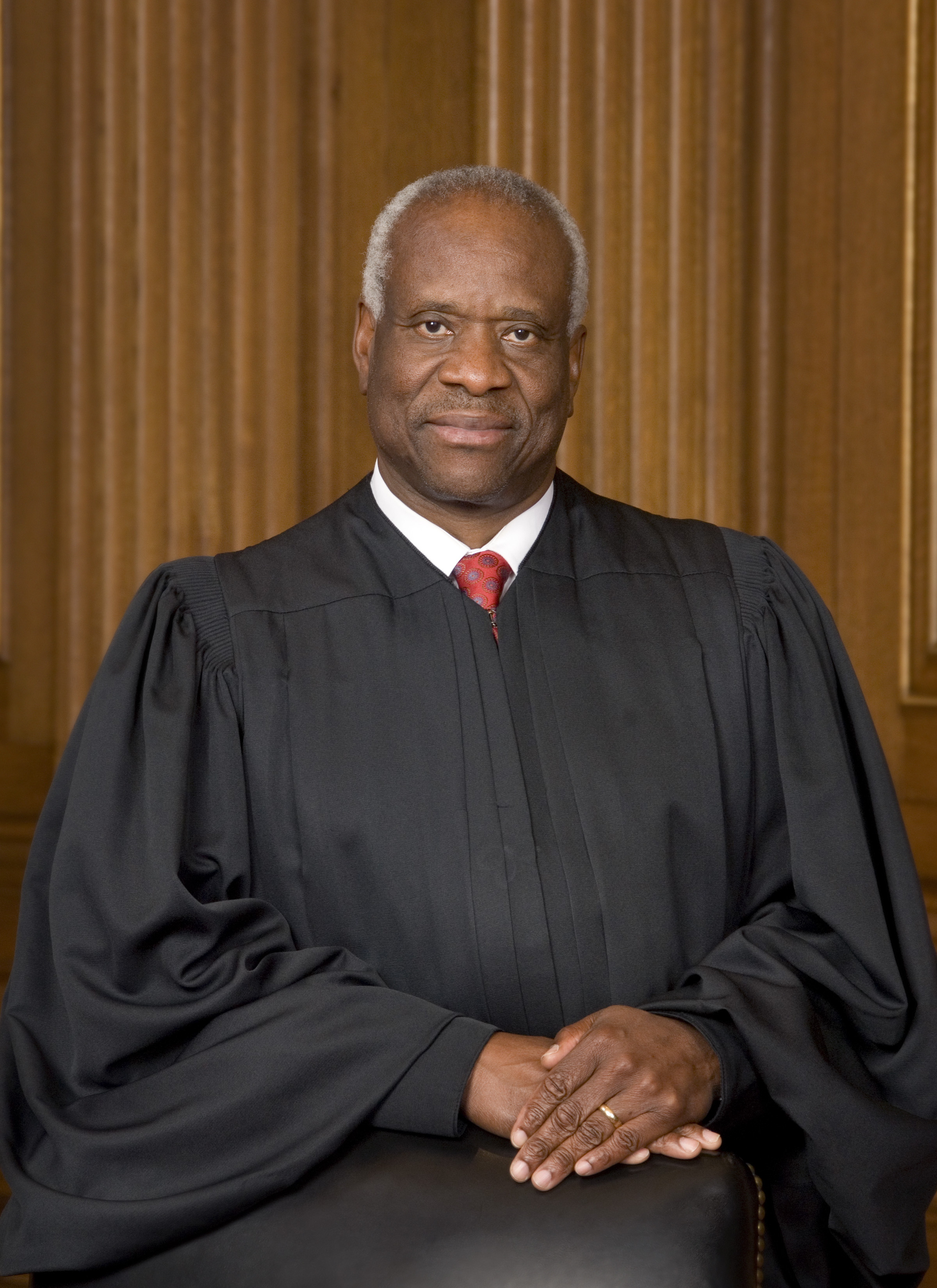
クラレンス・トーマス 陪席判事 1991年10月23日就任 76歳
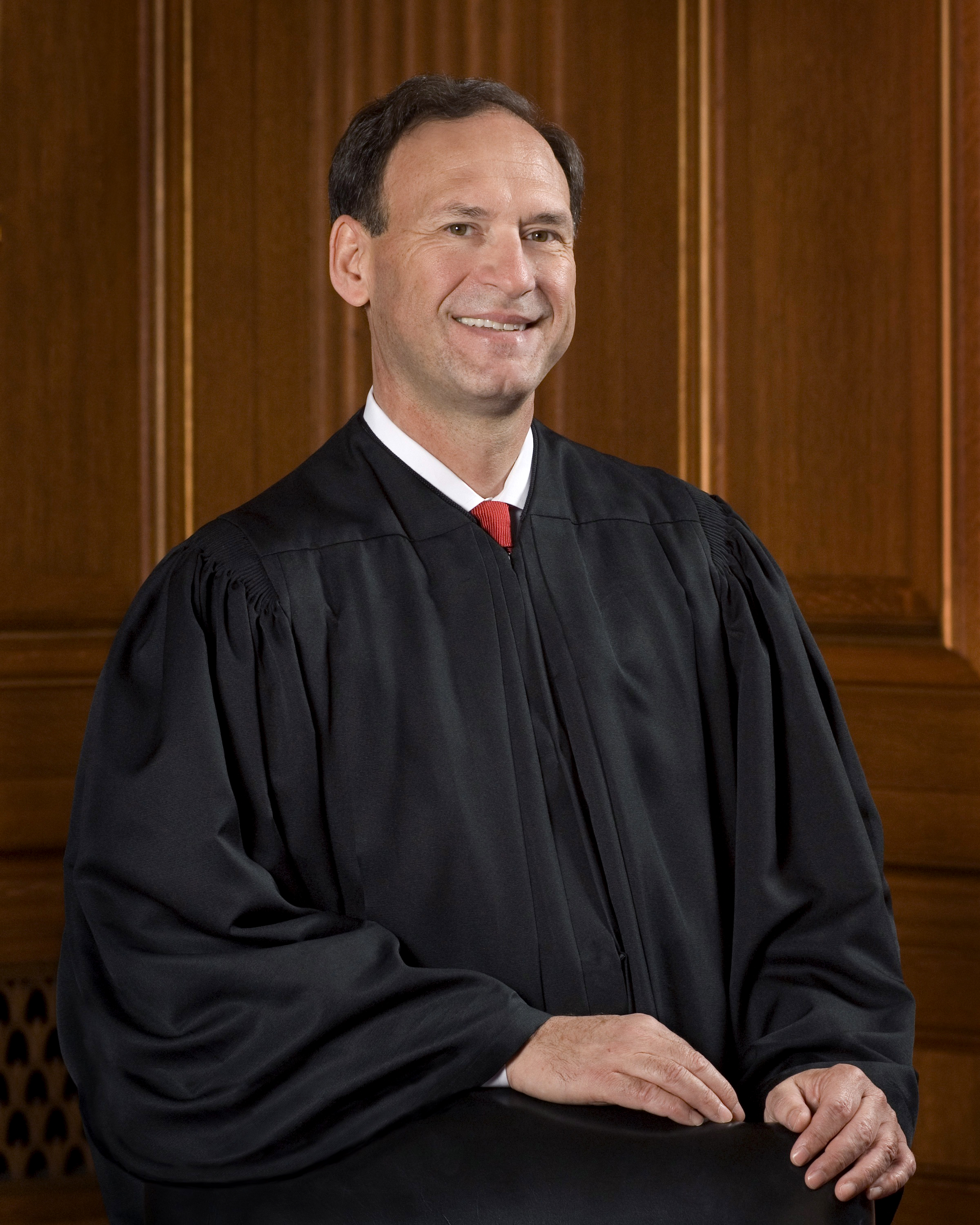
サミュエル・アリート 陪席判事 2006年1月31日就任 74歳
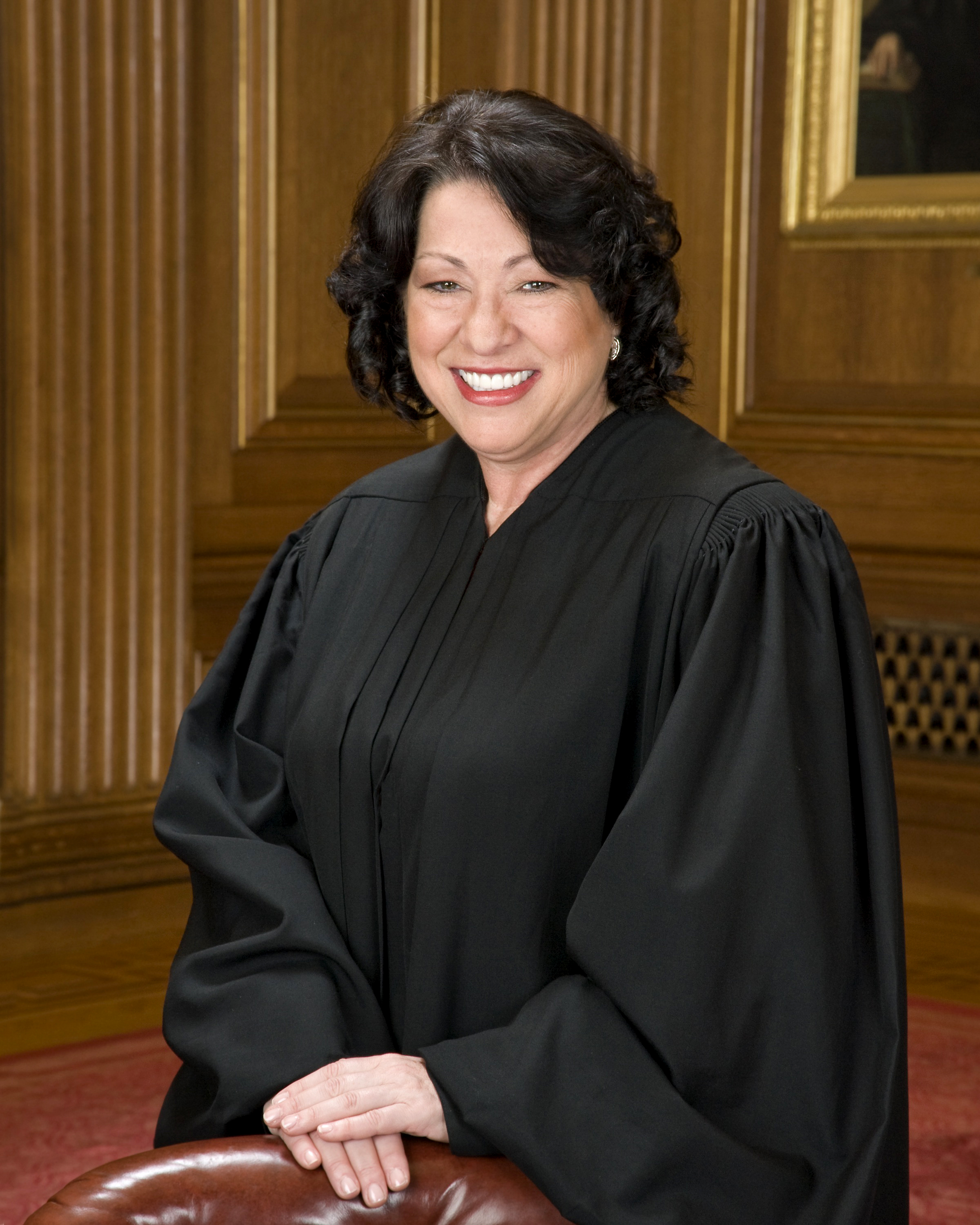
ソニア・ソトマイヨール 陪席判事 2009年8月8日就任 70歳
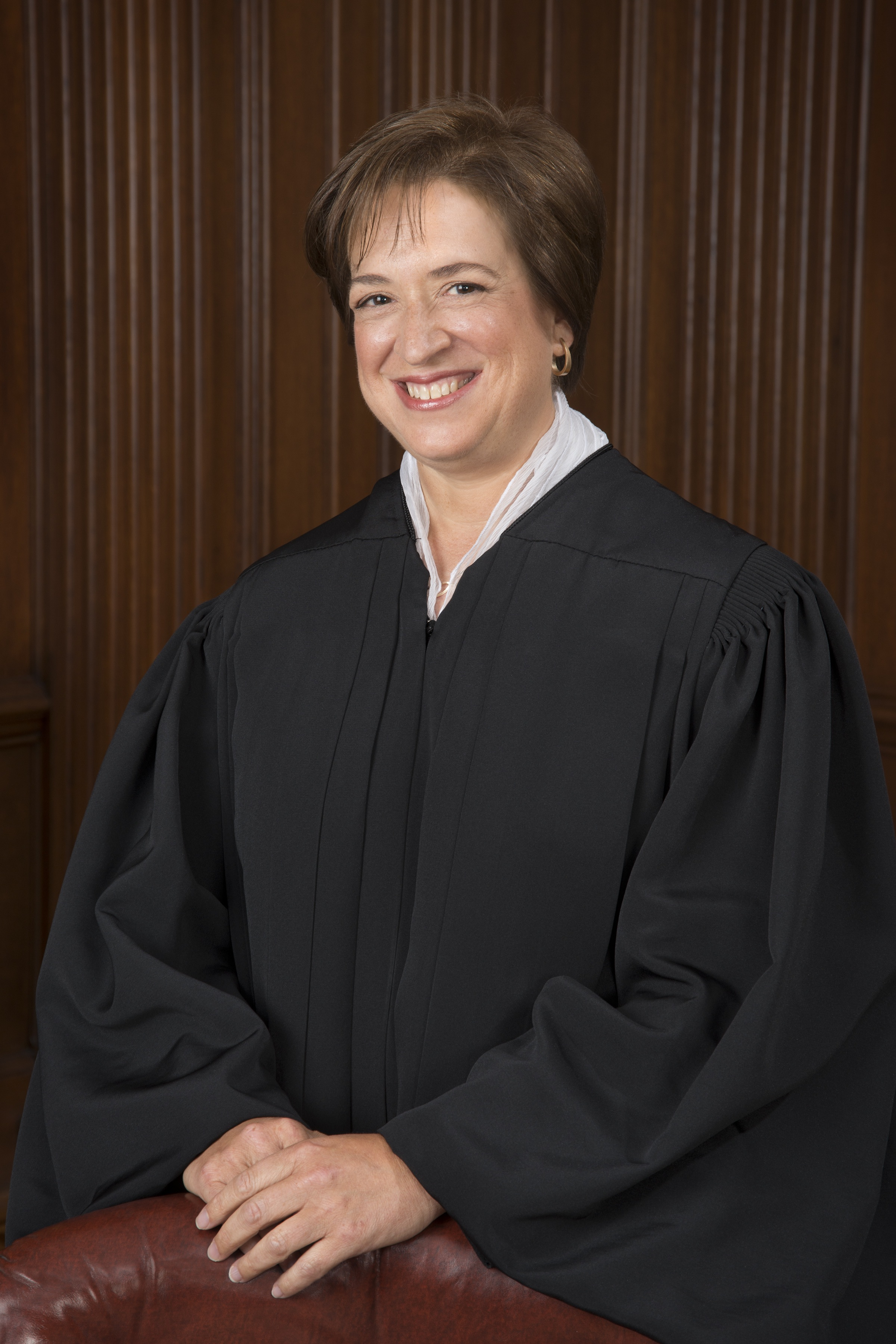
エレナ・ケイガン 陪席判事 2010年8月7日就任 64歳

- ニール・ゴーサッチ
陪席判事
2017年4月10日就任
57歳[17]
- ブレット・カバノー
陪席判事
2018年10月6日就任
60歳[18]
- エイミー・コニー・バレット
陪席判事
2020年10月27日就任
53歳[19]
- ケタンジ・ブラウン・ジャクソン
陪席判事
2022年6月30日就任
54歳[20]

## 歴代判事の一覧
1789年に合衆国最高裁判所が設立されて以来、115人が在職した。現職ではない106人の判事の在任期間はウィリアム・O・ダグラスの36年209日からジョン・ラトリッジの陪席判事としての1年18日と首席判事としての138日まで多岐にわたっている。2025年3月12日現在、9人の現職判事のうち最長はクラレンス・トーマスの33年140日、最短はケタンジ・ブラウン・ジャクソンの2年255日である。陪席判事のうち、ジョン・ラトリッジ、エドワード・ダグラス・ホワイト、チャールズ・エヴァンズ・ヒューズ、ハーラン・F・ストーン、ウィリアム・レンキストの5人が後に首席判事に任命されており、彼らは一覧には2度掲載されているが代数は1回分として計算されている。以下は最高裁判事の一覧である:
| 判事 | 判事 | 判事                                                          | 州                 | 地位      | 前任                 | 承認日 (票数)                | 在任期間                                            | 在任年日数 | 指名者                         |
| ---- | ---- | ------------------------------------------------------------- | ------------------ | --------- | -------------------- | ---------------------------- | --------------------------------------------------- | ---------- | ------------------------------ |
| 1    |      | ジョン・ジェイ (1745–1829)                                    | ニューヨーク       | 主席 判事 | 新設                 | 1789年9月26日 (喝采投票)     | 1789年10月19日 – 1795年6月29日 (辞任)               | 5年253日   | ジョージ・ワシントン           |
| 2    |      | ジョン・ラトリッジ (1739–1800)                                | サウスカロライナ   | 陪席 判事 | 新設                 | 1789年9月26日 (喝采投票)     | 1790年2月15日 – 1791年3月5日 (辞任)                 | 1年18日    | ジョージ・ワシントン           |
| 3    |      | ウィリアム・クッシング (1732–1810)                            | マサチューセッツ   | 陪席 判事 | 新設                 | 1789年9月26日 (喝采投票)     | 1790年2月2日 – 1810年9月13日 (死去)                 | 20年223日  | ジョージ・ワシントン           |
| 4    |      | ジェイムズ・ウィルソン (1742–1798)                            | ペンシルベニア     | 陪席 判事 | 新設                 | 1789年9月26日 (喝采投票)     | 1789年10月5日 – 1798年8月21日 (死去)                | 8年320日   | ジョージ・ワシントン           |
| 5    |      | ジョン・ブレア (1732–1800)                                    | バージニア         | 陪席 判事 | 新設                 | 1789年9月26日 (喝采投票)     | 1790年2月2日 – 1795年12月25日 (辞任)                | 5年265日   | ジョージ・ワシントン           |
| 6    |      | ジェイムズ・アイアデル (1751–1799)                            | ノースカロライナ   | 陪席 判事 | 新設                 | 1790年2月10日 (喝采投票)     | 1790年5月12日 – 1799年10月20日 (死去)               | 9年161日   | ジョージ・ワシントン           |
| 7    |      | トマス・ジョンソン (1732–1819)                                | メリーランド       | 陪席 判事 | J・ラトリッジ        | 1791年11月7日 (喝采投票)     | 1791年9月19日 – 1793年1月16日 (辞任)                | 1年119日   | ジョージ・ワシントン           |
| 8    |      | ウィリアム・パターソン (1745–1806)                            | ニュージャージー   | 陪席 判事 | T・ジョンソン        | 1793年3月4日 (喝采投票)      | 1793年3月11日 – 1806年9月9日 (死去)                 | 13年181日  | ジョージ・ワシントン           |
| 2    |      | ジョン・ラトリッジ (1739–1800)                                | サウスカロライナ   | 主席 判事 | ジェイ               | 1795年12月15日 (10–14)       | 1795年8月12日 – 1795年12月15日 (指名拒否により退任) | 138日      | ジョージ・ワシントン           |
| 9    |      | サミュエル・チェイス (1741–1811)                              | メリーランド       | 陪席 判事 | ブレア               | 1796年1月27日 (喝采投票)     | 1796年2月4日 – 1811年6月19日 (死去)                 | 15年135日  | ジョージ・ワシントン           |
| 10   |      | オリバー・エルスワース (1745–1807)                            | コネチカット       | 主席 判事 | J・ラトリッジ        | 1796年3月4日 (21–1)          | 1796年3月8日 – 1800年12月15日 (辞任)                | 4年282日   | ジョージ・ワシントン           |
| 11   |      | ブッシュロッド・ワシントン (1762–1829)                        | バージニア         | 陪席 判事 | ウィルソン           | 1798年12月20日 (喝采投票)    | 1798年11月9日 – 1829年11月26日 (死去)               | 31年17日   | ジョン・アダムズ               |
| 12   |      | アルフレッド・ムーア (1755–1810)                              | ノースカロライナ   | 陪席 判事 | アイアデル           | 1799年12月9日 (喝采投票)     | 1800年4月21日 – 1804年1月26日 (辞任)                | 3年280日   | ジョン・アダムズ               |
| 13   |      | ジョン・マーシャル (1755–1835)                                | バージニア         | 主席 判事 | エルスワース         | 1801年1月27日 (喝采投票)     | 1801年2月4日 – 1835年7月6日 (死去)                  | 34年152日  | ジョン・アダムズ               |
| 14   |      | ウィリアム・ジョンソン (1771–1834)                            | サウスカロライナ   | 陪席 判事 | ムーア               | 1804年3月24日 (喝采投票)     | 1804年5月7日 – 1834年8月4日 (死去)                  | 30年89日   | トーマス・ジェファーソン       |
| 15   |      | ヘンリー・ブロックホルスト・リビングストン (1757–1823)        | ニューヨーク       | 陪席 判事 | パターソン           | 1806年12月17日 (喝采投票)    | 1807年1月20日 – 1823年3月18日 (死去)                | 16年57日   | トーマス・ジェファーソン       |
| 16   |      | トーマス・トッド (1765–1826)                                  | ケンタッキー       | 陪席 判事 | 増設                 | 1807年3月2日 (喝采投票)      | 1807年5月4日 – 1826年2月7日 (死去)                  | 18年341日  | トーマス・ジェファーソン       |
| 17   |      | ガブリエル・デュバル (1752–1844)                              | メリーランド       | 陪席 判事 | S・チェイス          | 1811年11月18日 (喝采投票)    | 1811年11月23日 – 1835年1月14日 (辞任)               | 23年50日   | ジェームズ・マディソン         |
| 18   |      | ジョセフ・ストーリー (1779–1845)                              | マサチューセッツ   | 陪席 判事 | クッシング           | 1811年11月18日 (喝采投票)    | 1812年2月3日 – 1845年9月10日 (死去)                 | 33年219日  | ジェームズ・マディソン         |
| 19   |      | スミス・トンプソン (1768–1843)                                | ニューヨーク       | 陪席 判事 | リビングストン       | 1823年12月9日 (喝采投票)     | 1823年9月1日 – 1843年12月18日 (死去)                | 20年108日  | ジェームズ・モンロー           |
| 20   |      | ロバート・トリンブル (1776–1828)                              | ケンタッキー       | 陪席 判事 | トッド               | 1826年5月9日 (25–5)          | 1826年6月16日 – 1828年8月25日 (死去)                | 2年70日    | ジョン・クィンシー・アダムズ   |
| 21   |      | ジョン・マクレーン (1785–1861)                                | オハイオ           | 陪席 判事 | トリンブル           | 1829年3月7日 (喝采投票)      | 1829年3月12日 – 1861年4月4日 (死去)                 | 32年23日   | アンドリュー・ジャクソン       |
| 22   |      | ヘンリー・ボールドウィン (1780–1844)                          | ペンシルベニア     | 陪席 判事 | ワシントン           | 1830年1月6日 (41–2)          | 1830年1月18日 – 1844年4月21日 (死去)                | 14年94日   | アンドリュー・ジャクソン       |
| 23   |      | ジェームズ・ムーア・ウェイン (1790–1867)                      | ジョージア         | 陪席 判事 | W・ジョンソン        | 1835年1月9日 (喝采投票)      | 1835年1月14日 – 1867年7月5日 (死去)                 | 32年172日  | アンドリュー・ジャクソン       |
| 24   |      | ロジャー・B・トーニー (1777–1864)                             | メリーランド       | 主席 判事 | J・マーシャル        | 1836年3月15日 (29–15)        | 1836年3月28日 – 1864年10月12日 (死去)               | 28年198日  | アンドリュー・ジャクソン       |
| 25   |      | フィリップ・P・バーバー (1783–1841)                           | バージニア         | 陪席 判事 | デュバル             | 1836年3月15日 (30–11)        | 1836年5月12日 – 1841年2月25日 (死去)                | 4年289日   | アンドリュー・ジャクソン       |
| 26   |      | ジョン・カトロン (1786–1865)                                  | テネシー           | 陪席 判事 | 増設                 | 1837年3月8日 (28–15)         | 1837年5月1日 – 1865年5月30日 (死去)                 | 28年29日   | アンドリュー・ジャクソン       |
| 27   |      | ジョン・マッキンレー (1780–1852)                              | アラバマ           | 陪席 判事 | 増設                 | 1837年9月25日 (喝采投票)     | 1838年1月9日 – 1852年7月19日 (死去)                 | 14年192日  | マーティン・ヴァン・ビューレン |
| 28   |      | ピーター・ヴィヴィアン・ダニエル (1784–1860)                  | バージニア         | 陪席 判事 | バーバー             | 1841年3月2日 (25–5)          | 1842年1月10日 – 1860年5月31日 (死去)                | 18年142日  | マーティン・ヴァン・ビューレン |
| 29   |      | サミュエル・ネルソン (1792–1873)                              | ニューヨーク       | 陪席 判事 | トンプソン           | 1845年2月14日 (喝采投票)     | 1845年2月27日 – 1872年11月28日 (引退)               | 27年275日  | ジョン・タイラー               |
| 30   |      | リーヴァイ・ウッドベリー (1789–1851)                          | ニューハンプシャー | 陪席 判事 | ストーリー           | 1846年1月31日 (喝采投票)     | 1845年12月23日 – 1851年9月4日 (死去)                | 5年346日   | ジェームズ・K・ポーク          |
| 31   |      | ロバート・クーパー・グリア (1794–1870)                        | ペンシルベニア     | 陪席 判事 | ボールドウィン       | 1846年8月4日 (喝采投票)      | 1846年8月10日 – 1870年1月31日 (引退)                | 23年174日  | ジェームズ・K・ポーク          |
| 32   |      | ベンジャミン・ロビンス・カーティス (1809–1874)                | マサチューセッツ   | 陪席 判事 | ウッドベリー         | 1851年12月20日 (喝采投票)    | 1851年10月10日 – 1857年9月30日 (辞任)               | 5年355日   | ミラード・フィルモア           |
| 33   |      | ジョン・アーチボルド・キャンベル (1811–1889)                  | アラバマ           | 陪席 判事 | マッキンレー         | 1853年3月22日 (喝采投票)     | 1853年4月11日 – 1861年4月30日 (辞任)                | 8年19日    | フランクリン・ピアース         |
| 34   |      | ネイサン・クリフォード (1803–1881)                            | メイン             | 陪席 判事 | カーティス           | 1858年1月12日 (26–23)        | 1858年1月21日 – 1881年7月25日 (死去)                | 23年185日  | ジェームズ・ブキャナン         |
| 35   |      | ノア・ヘインズ・スウェイン (1804–1884)                        | オハイオ           | 陪席 判事 | マクレーン           | 1862年1月24日 (38–1)         | 1862年1月27日 – 1881年1月24日 (引退)                | 18年363日  | エイブラハム・リンカーン       |
| 36   |      | サミュエル・フリーマン・ミラー (1816–1890)                    | アイオワ           | 陪席 判事 | ダニエル             | 1862年7月16日 (喝采投票)     | 1862年7月21日 – 1890年10月13日 (死去)               | 28年84日   | エイブラハム・リンカーン       |
| 37   |      | デヴィッド・デイヴィス (1815–1886)                            | イリノイ           | 陪席 判事 | キャンベル           | 1862年12月8日 (喝采投票)     | 1862年12月10日 – 1877年3月4日 (辞任)                | 14年84日   | エイブラハム・リンカーン       |
| 38   |      | ステファン・ジョンソン・フィールド (1816–1899)                | カリフォルニア     | 陪席 判事 | 増設                 | 1863年3月10日 (喝采投票)     | 1863年5月20日 – 1897年12月1日 (引退)                | 34年205日  | エイブラハム・リンカーン       |
| 39   |      | サーモン・P・チェイス (1808–1873)                             | オハイオ           | 主席 判事 | トーニー             | 1864年12月6日 (喝采投票)     | 1864年12月15日 – 1873年5月7日 (死去)                | 8年143日   | エイブラハム・リンカーン       |
| 40   |      | ウィリアム・ストロング (1808–1895)                            | ペンシルベニア     | 陪席 判事 | グリア               | 1870年2月18日 (投票記録無し) | 1870年3月14日 – 1880年12月14日 (引退)               | 10年275日  | ユリシーズ・S・グラント        |
| 41   |      | ジョセフ・P・ブラッドリー (1813–1892)                         | ニュージャージー   | 陪席 判事 | 増設                 | 1870年3月21日 (46–9)         | 1870年3月23日 – 1892年1月22日 (死去)                | 21年305日  | ユリシーズ・S・グラント        |
| 42   |      | ウォード・ハント (1810–1886)                                  | ニューヨーク       | 陪席 判事 | ネルソン             | 1872年12月11日 (喝采投票)    | 1873年1月9日 – 1882年1月27日 (引退)                 | 9年18日    | ユリシーズ・S・グラント        |
| 43   |      | モリソン・ワイト (1816–1888)                                  | オハイオ           | 主席 判事 | S・P・チェイス       | 1874年1月21日 (63–0)         | 1874年3月4日 – March 23, 1888 (死去)                | 14年19日   | ユリシーズ・S・グラント        |
| 44   |      | ジョン・マーシャル・ハーラン (1833–1911)                      | ケンタッキー       | 陪席 判事 | デイヴィス           | 1877年11月29日 (喝采投票)    | 1877年12月10日 – 1911年10月14日 (死去)              | 33年308日  | ラザフォード・B・ヘイズ        |
| 45   |      | ウィリアム・バーナム・ウッズ (1824–1887)                      | ジョージア         | 陪席 判事 | ストロング           | 1880年12月21日 (39–8)        | 1881年1月5日 – 1887年5月14日 (死去)                 | 6年129日   | ラザフォード・B・ヘイズ        |
| 46   |      | スタンリー・マシューズ (1824–1889)                            | オハイオ           | 陪席 判事 | スウェン             | 1881年5月12日 (24–23)        | 1881年5月17日 – 1889年3月22日 (死去)                | 7年309日   | ジェームズ・A・ガーフィールド  |
| 47   |      | ホレイス・グレイ (1828–1902)                                  | マサチューセッツ   | 陪席 判事 | クリフォード         | 1881年12月20日 (51–5)        | 1882年1月9日 – 1902年9月15日 (死去)                 | 20年249日  | チェスター・A・アーサー        |
| 48   |      | サミュエル・ブラッチフォード (1820–1893)                      | ニューヨーク       | 陪席 判事 | ハント               | 1882年3月22日 (喝采投票)     | 1882年4月3日 – 1893年7月7日 (死去)                  | 11年95日   | チェスター・A・アーサー        |
| 49   |      | ルーシャス・クィントゥス ・キンキナトゥス・ラマー (1825–1893) | ミシシッピ         | 陪席 判事 | ウッズ               | 1888年1月16日 (32–28)        | 1888年1月18日 – 1893年1月23日 (死去)                | 5年5日     | グロバー・クリーブランド       |
| 50   |      | メルヴィル・フラー (1833–1910)                                | イリノイ           | 主席 判事 | ワイト               | 1888年7月20日 (41–20)        | 1888年10月8日 – 1910年7月4日 (死去)                 | 21年269日  | グロバー・クリーブランド       |
| 51   |      | デヴィッド・J・ブルーワー (1837–1910)                         | カンザス           | 陪席 判事 | マシューズ           | 1889年12月18日 (53–11)       | 1890年1月6日 – 1910年3月28日 (死去)                 | 20年81日   | ベンジャミン・ハリソン         |
| 52   |      | ヘンリー・ビリングス・ブラウン (1836–1913)                    | ミシガン           | 陪席 判事 | ミラー               | 1890年12月29日 (喝采投票)    | 1891年1月5日 – 1906年5月28日 (引退)                 | 16年143日  | ベンジャミン・ハリソン         |
| 53   |      | ジョージ・シラス・ジュニア (1832–1924)                        | ペンシルベニア     | 陪席 判事 | ブラッドリー         | 1892年7月26日 (喝采投票)     | 1892年10月10日 – 1903年2月23日 (引退)               | 10年136日  | ベンジャミン・ハリソン         |
| 54   |      | ハウエル・エドマンズ・ジャクソン (1832–1895)                  | テネシー           | 陪席 判事 | L・ラマー            | 1893年2月18日 (喝采投票)     | 1893年3月4日 – 1895年8月8日 (死去)                  | 2年157日   | ベンジャミン・ハリソン         |
| 55   |      | エドワード・ダグラス・ホワイト (1845–1921)                    | ルイジアナ         | 陪席 判事 | ブラッチフォード     | 1894年2月19日 (喝采投票)     | 1894年3月12日 – 1910年12月18日 (主席判事として継続) | 16年281日  | グロバー・クリーブランド       |
| 56   |      | ルーファス・W・ペッカム (1838–1909)                           | ニューヨーク       | 陪席 判事 | H・ジャクソン        | 1895年12月9日 (喝采投票)     | 1896年1月6日 – 1909年10月24日 (死去)                | 13年291日  | グロバー・クリーブランド       |
| 57   |      | ジョセフ・マッケナ (1843–1926)                                | カリフォルニア     | 陪席 判事 | フィールド           | 1898年1月21日 (喝采投票)     | 1898年1月26日 – 1925年1月5日 (引退)                 | 26年345日  | ウィリアム・マッキンリー       |
| 58   |      | オリバー・ウェンデル・ホームズ・ジュニア (1841–1935)          | マサチューセッツ   | 陪席 判事 | グレイ               | 1902年12月4日 (喝采投票)     | 1902年12月8日 – 1932年1月12日 (引退)                | 29年35日   | セオドア・ルーズベルト         |
| 59   |      | ウィリアム・R・デイ (1849–1923)                               | オハイオ           | 陪席 判事 | シラス               | 1903年2月23日 (喝采投票)     | 1903年3月2日 – 1922年11月13日 (引退)                | 19年256日  | セオドア・ルーズベルト         |
| 60   |      | ウィリアム・ヘンリー・ムーディ (1853–1917)                    | マサチューセッツ   | 陪席 判事 | ブラウン             | 1906年12月12日 (喝采投票)    | 1906年12月17日 – 1910年11月20日 (引退)              | 3年338日   | セオドア・ルーズベルト         |
| 61   |      | ホレイス・ハーモン・ラートン (1844–1914)                      | テネシー           | 陪席 判事 | ペッカム             | 1909年12月20日 (喝采投票)    | 1910年1月3日 – 1914年7月12日 (死去)                 | 4年204日   | ウィリアム・ハワード・タフト   |
| 62   |      | チャールズ・エヴァンズ・ヒューズ (1862–1948)                  | ニューヨーク       | 陪席 判事 | ブルーワー           | 1910年5月2日 (喝采投票)      | 1910年10月10日 – 1916年6月10日 (辞任)               | 5年244日   | ウィリアム・ハワード・タフト   |
| 55   |      | エドワード・ダグラス・ホワイト (1845–1921)                    | ルイジアナ         | 主席 判事 | フラー               | 1910年12月12日 (喝采投票)    | 1910年12月19日 – 1921年5月19日 (死去)               | 10年151日  | ウィリアム・ハワード・タフト   |
| 63   |      | ウィリス・ヴァン・ドヴァンター (1859–1941)                    | ワイオミング       | 陪席 判事 | E・D・ホワイト       | 1910年12月15日 (喝采投票)    | 1911年1月3日 – 1937年6月2日 (引退)                  | 26年150日  | ウィリアム・ハワード・タフト   |
| 64   |      | ジョセフ・ラッカー・ラマー (1857–1916)                        | ジョージア         | 陪席 判事 | ムーディ             | 1910年12月15日 (喝采投票)    | 1911年1月3日 – 1916年1月2日 (死去)                  | 4年364日   | ウィリアム・ハワード・タフト   |
| 65   |      | マローン・ピツニー (1858–1924)                                | ニュージャージー   | 陪席 判事 | J・ハーラン          | 1912年3月13日 (50–26)        | 1912年3月18日 – 1922年12月31日 (辞任)               | 10年288日  | ウィリアム・ハワード・タフト   |
| 66   |      | ジェームズ・クラーク・マクレイノルズ (1862–1946)              | テネシー           | 陪席 判事 | ラートン             | 1914年8月29日 (44–6)         | 1914年10月12日 – 1941年1月31日 (引退)               | 26年111日  | ウッドロウ・ウィルソン         |
| 67   |      | ルイス・ブランダイス (1856–1941)                              | マサチューセッツ   | 陪席 判事 | J・ラマー            | 1916年6月1日 (47–22)         | 1916年6月5日 – 1939年2月13日 (引退)                 | 22年253日  | ウッドロウ・ウィルソン         |
| 68   |      | ジョン・ヘシン・クラーク (1857–1945)                          | オハイオ           | 陪席 判事 | ヒューズ             | 1916年7月24日 (喝采投票)     | 1916年10月9日 – 1922年9月18日 (引退)                | 5年344日   | ウッドロウ・ウィルソン         |
| 69   |      | ウィリアム・ハワード・タフト (1857–1930)                      | コネチカット       | 主席 判事 | E・D・ホワイト       | 1921年6月30日 (喝采投票)     | 1921年7月11日 – 1930年2月3日 (引退)                 | 8年207日   | ウォレン・G・ハーディング      |
| 70   |      | ジョージ・サザーランド (1862–1942)                            | ユタ               | 陪席 判事 | クラーク             | 1922年9月5日 (喝采投票)      | 1922年10月2日 – 1938年1月17日 (引退)                | 15年107日  | ウォレン・G・ハーディング      |
| 71   |      | ピアス・バトラー (1866–1939)                                  | ミネソタ           | 陪席 判事 | デイ                 | 1922年12月21日 (61–8)        | 1923年1月2日 – 1939年11月16日 (死去)                | 16年318日  | ウォレン・G・ハーディング      |
| 72   |      | エドワード・テリー・サンフォード (1865–1930)                  | テネシー           | 陪席 判事 | ピツニー             | 1923年1月29日 (喝采投票)     | 1923年2月19日 – 1930年3月8日 (死去)                 | 7年17日    | ウォレン・G・ハーディング      |
| 73   |      | ハーラン・F・ストーン (1872–1946)                             | ニューヨーク       | 陪席 判事 | マッケナ             | 1925年2月5日 (71–6)          | 1925年3月2日 – 1941年7月2日 (主席判事として継続)    | 16年122日  | カルビン・クーリッジ           |
| 62   |      | チャールズ・エヴァンズ・ヒューズ (1862–1948)                  | ニューヨーク       | 主席 判事 | タフト               | 1930年2月13日 (52–26)        | 1930年2月24日 – 1941年6月30日 (引退)                | 11年126日  | ハーバート・フーヴァー         |
| 74   |      | オーウェン・ロバーツ (1875–1955)                              | ペンシルベニア     | 陪席 判事 | サンフォード         | 1930年5月20日 (喝采投票)     | 1930年6月2日 – 1945年7月31日 (辞任)                 | 15年59日   | ハーバート・フーヴァー         |
| 75   |      | ベンジャミン・N・カードーゾ (1870–1938)                       | ニューヨーク       | 陪席 判事 | ホームズ             | 1932年2月24日 (喝采投票)     | 1932年3月14日 – 1938年7月9日 (死去)                 | 6年117日   | ハーバート・フーヴァー         |
| 76   |      | ヒューゴ・ブラック (1886–1971)                                | アラバマ           | 陪席 判事 | ヴァン・ドヴァンター | 1937年8月17日 (63–16)        | 1937年8月19日 – 1971年9月17日 (引退)                | 34年29日   | フランクリン・D・ルーズベルト  |
| 77   |      | スタンリー・フォーマン・リード (1884–1980)                    | ケンタッキー       | 陪席 判事 | サザーランド         | 1938年1月25日 (喝采投票)     | 1938年1月31日 – 1957年2月25日 (引退)                | 19年25日   | フランクリン・D・ルーズベルト  |
| 78   |      | フェリックス・フランクファーター (1882–1965)                  | マサチューセッツ   | 陪席 判事 | カードーゾ           | 1939年1月17日 (喝采投票)     | 1939年1月30日 – 1962年8月28日 (引退)                | 23年210日  | フランクリン・D・ルーズベルト  |
| 79   |      | ウィリアム・O・ダグラス (1898–1980)                           | コネチカット       | 陪席 判事 | ブランダイス         | 1939年4月4日 (62–4)          | 1939年4月4日 – 1975年11月12日 (引退)                | 36年209日  | フランクリン・D・ルーズベルト  |
| 80   |      | フランク・マーフィー (1890–1949)                              | ミシガン           | 陪席 判事 | バトラー             | 1940年1月16日 (喝采投票)     | 1940年2月5日 – 1949年7月19日 (死去)                 | 9年164日   | フランクリン・D・ルーズベルト  |
| 73   |      | ハーラン・F・ストーン (1872–1946)                             | ニューヨーク       | 主席 判事 | ヒューズ             | 1941年6月27日 (喝采投票)     | 1941年7月3日 – 1946年4月22日 (死去)                 | 4年293日   | フランクリン・D・ルーズベルト  |
| 81   |      | ジェームズ・F・バーンズ (1882–1972)                           | サウスカロライナ   | 陪席 判事 | マクレイノルズ       | 1941年6月12日 (喝采投票)     | 1941年7月8日 – 1942年10月3日 (辞任)                 | 1年87日    | フランクリン・D・ルーズベルト  |
| 82   |      | ロバート・H・ジャクソン (1892–1954)                           | ニューヨーク       | 陪席 判事 | ストーン             | 1941年7月7日 (喝采投票)      | 1941年7月11日 – 1954年10月9日 (死去)                | 13年90日   | フランクリン・D・ルーズベルト  |
| 83   |      | ワイリー・ブラウント・ラトリッジ (1894–1949)                  | アイオワ           | 陪席 判事 | バーンズ             | 1943年2月8日 (喝采投票)      | 1943年2月15日 – 1949年9月10日 (死去)                | 6年207日   | フランクリン・D・ルーズベルト  |
| 84   |      | ハロルド・ヒッツ・バートン (1888–1964)                        | オハイオ           | 陪席 判事 | O・ロバーツ          | 1945年9月19日 (喝采投票)     | 1945年10月1日 – 1958年10月13日 (引退)               | 13年12日   | ハリー・S・トルーマン          |
| 85   |      | フレデリック・M・ヴィンソン (1890–1953)                       | ケンタッキー       | 主席 判事 | ストーン             | 1946年6月20日 (喝采投票)     | 1946年6月24日 – 1953年9月8日 (死去)                 | 7年76日    | ハリー・S・トルーマン          |
| 86   |      | トム・C・クラーク (1899–1977)                                 | テキサス           | 陪席 判事 | マーフィー           | 1949年8月18日 (73–8)         | 1949年8月24日 – 1967年6月12日 (引退)                | 17年292日  | ハリー・S・トルーマン          |
| 87   |      | シャーマン・ミントン (1890–1965)                              | インディアナ       | 陪席 判事 | W・ラトリッジ        | 1949年10月4日 (48–16)        | 1949年10月12日 – 1956年10月15日 (引退)              | 7年3日     | ハリー・S・トルーマン          |
| 88   |      | アール・ウォーレン (1891–1974)                                | カリフォルニア     | 主席 判事 | ヴィンソン           | 1954年3月1日 (喝采投票)      | 1953年10月5日 – 1969年6月23日 (引退)                | 15年261日  | ドワイト・D・アイゼンハワー    |
| 89   |      | ジョン・マーシャル・ハーラン2世 (1899–1971)                   | ニューヨーク       | 陪席 判事 | R・ジャクソン        | 1955年3月16日 (71–11)        | 1955年3月28日 – 1971年9月23日 (引退)                | 16年179日  | ドワイト・D・アイゼンハワー    |
| 90   |      | ウィリアム・J・ブレナン・ジュニア (1906–1997)                 | ニュージャージー   | 陪席 判事 | ミントン             | 1957年3月19日 (喝采投票)     | 1956年10月16日 – 1990年7月20日 (引退)               | 33年277日  | ドワイト・D・アイゼンハワー    |
| 91   |      | チャールズ・エヴァンス・ウィテカー (1901–1973)                | ミズーリ           | 陪席 判事 | リード               | 1957年3月19日 (喝采投票)     | 1957年3月25日 – 1962年3月31日 (引退)                | 5年6日     | ドワイト・D・アイゼンハワー    |
| 92   |      | ポッター・スチュワート (1915–1985)                            | オハイオ           | 陪席 判事 | バートン             | 1959年5月5日 (70–17)         | 1958年10月14日 – 1981年7月3日 (引退)                | 22年262日  | ドワイト・D・アイゼンハワー    |
| 93   |      | バイロン・ホワイト (1917–2002)                                | コロラド           | 陪席 判事 | ウィテカー           | 1962年4月11日 (喝采投票)     | 1962年4月16日 – 1993年6月28日 (引退)                | 31年73日   | ジョン・F・ケネディ            |
| 94   |      | アーサー・ゴールドバーグ (1908–1990)                          | イリノイ           | 陪席 判事 | フランクファーター   | 1962年9月25日 (喝采投票)     | 1962年10月1日 – 1965年7月25日 (辞任)                | 2年300日   | ジョン・F・ケネディ            |
| 95   |      | エイブ・フォータス (1910–1982)                                | テネシー           | 陪席 判事 | ゴールドバーグ       | 1965年8月11日 (喝采投票)     | 1965年10月4日 – 1969年5月14日 (辞任)                | 3年222日   | リンドン・B・ジョンソン        |
| 96   |      | サーグッド・マーシャル (1908–1993)                            | ニューヨーク       | 陪席 判事 | クラーク             | 1967年8月30日 (69–11)        | 1967年10月2日 – 1991年10月1日 (引退)                | 23年364日  | リンドン・B・ジョンソン        |
| 97   |      | ウォーレン・E・バーガー (1907–1995)                           | バージニア         | 主席 判事 | ウォーレン           | 1969年6月9日 (74–3)          | 1969年6月23日 – 1986年9月26日 (引退)                | 17年95日   | リチャード・ニクソン           |
| 98   |      | ハリー・ブラックマン (1908–1999)                              | ミネソタ           | 陪席 判事 | フォータス           | 1970年5月12日 (94–0)         | 1970年6月9日 – 1994年8月3日 (引退)                  | 24年55日   | リチャード・ニクソン           |
| 99   |      | ルイス・F・パウエル・ジュニア (1907–1998)                     | バージニア         | 陪席 判事 | ブラック             | 1971年12月6日 (89–1)         | 1972年1月7日 – 1987年6月26日 (引退)                 | 15年170日  | リチャード・ニクソン           |
| 100  |      | ウィリアム・レンキスト (1924–2005)                            | アリゾナ           | 陪席 判事 | J・ハーラン2世       | 1971年12月10日 (68–26)       | 1972年1月7日 – 1986年9月26日 (首席判事として継続)   | 14年262日  | リチャード・ニクソン           |
| 101  |      | ジョン・ポール・スティーブンス (1920–2019)                    | イリノイ           | 陪席 判事 | ダグラス             | 1975年12月17日 (98–0)        | 1975年12月19日 – 2010年6月29日 (引退)               | 34年192日  | ジェラルド・フォード           |
| 102  |      | サンドラ・デイ・オコナー (1930-2023)                          | アリゾナ           | 陪席 判事 | スチュワート         | 1981年9月21日 (99–0)         | 1981年9月25日 – 2006年1月31日 (引退)                | 24年128日  | ロナルド・レーガン             |
| 100  |      | ウィリアム・レンキスト (1924–2005)                            | バージニア         | 主席 判事 | バーガー             | 1986年9月17日 (65–33)        | 1986年9月26日 – 2005年9月3日 (死去)                 | 18年342日  | ロナルド・レーガン             |
| 103  |      | アントニン・スカリア (1936–2016)                              | バージニア         | 陪席 判事 | レンキスト           | 1986年9月17日 (98–0)         | 1986年9月26日 – 2016年2月13日 (死去)                | 29年140日  | ロナルド・レーガン             |
| 104  |      | アンソニー・ケネディ (1936-存命)                              | カリフォルニア     | 陪席 判事 | パウエル             | 1988年2月3日 (97–0)          | 1988年2月18日 – 2018年7月31日 (引退)                | 30年163日  | ロナルド・レーガン             |
| 105  |      | デイヴィッド・スーター (1939-存命)                            | ニューハンプシャー | 陪席 判事 | ブレナン             | 1990年10月2日 (90–9)         | 1990年10月9日 – 2009年6月29日 (引退)                | 18年263日  | ジョージ・H・W・ブッシュ       |
| 106  |      | クラレンス・トーマス (1948-存命)                              | ジョージア         | 陪席 判事 | T・マーシャル        | 1991年10月15日 (52–48)       | 1991年10月23日 – 現職                               | 33年140日  | ジョージ・H・W・ブッシュ       |
| 107  |      | ルース・ベイダー・ギンズバーグ (1933–2020)                    | ニューヨーク       | 陪席 判事 | B・ホワイト          | 1993年8月3日 (96–3)          | 1993年8月10日 – 2020年9月18日 (死去)                | 27年39日   | ビル・クリントン               |
| 108  |      | スティーブン・ブライヤー (1938-存命)                          | マサチューセッツ   | 陪席 判事 | ブラックマン         | 1994年7月29日 (87–9)         | 1994年8月3日 – 2022年6月30日 (引退)                 | 27年331日  | ビル・クリントン               |
| 109  |      | ジョン・ロバーツ (1955-存命)                                  | メリーランド       | 主席 判事 | レンキスト           | 2005年9月29日 (78–22)        | 2005年9月29日 – 現職                                | 19年164日  | ジョージ・W・ブッシュ          |
| 110  |      | サミュエル・アリート (1950-存命)                              | ニュージャージー   | 陪席 判事 | オコナー             | 2006年1月31日 (58–42)        | 2006年1月31日 – 現職                                | 19年40日   | ジョージ・W・ブッシュ          |
| 111  |      | ソニア・ソトマイヨール (1954-存命)                            | ニューヨーク       | 陪席 判事 | スーター             | 2009年8月6日 (68–31)         | 2009年8月8日 – 現職                                 | 15年216日  | バラク・オバマ                 |
| 112  |      | エレナ・ケイガン (1960-存命)                                  | マサチューセッツ   | 陪席 判事 | スティーブンス       | 2010年8月5日 (63–37)         | 2010年8月7日 – 現職                                 | 14年217日  | バラク・オバマ                 |
| 113  |      | ニール・ゴーサッチ (1967-存命)                                | コロラド           | 陪席 判事 | スカリア             | 2017年4月7日 (54–45)         | 2017年4月10日 – 現職                                | 7年336日   | ドナルド・トランプ             |
| 114  |      | ブレット・カバノー (1965-存命)                                | メリーランド       | 陪席 判事 | ケネディ             | 2018年10月6日 (50–48)        | 2018年10月6日 – 現職                                | 6年157日   | ドナルド・トランプ             |
| 115  |      | エイミー・コニー・バレット (1972-存命)                        | インディアナ       | 陪席 判事 | ギンズバーグ         | 2020年10月26日 (52–48)       | 2020年10月26日 – 現職                               | 4年136日   | ドナルド・トランプ             |
| 116  |      | ケタンジ・ブラウン・ジャクソン (1970-存命)                    | ワシントンD.C.     | 陪席 判事 | ブライヤー           | 2022年4月7日 (53–47)         | 2022年6月30日 – 現職                                | 2年255日   | ジョー・バイデン               |
| 判事 | 判事 | 判事                                                          | 州                 | 地位      | 前任                 | 承認日 (票数)                | 在任期間                                            | 在任年日数 | 指名者                         |